# Endemizem
Endemizem je stanje vrste, ki je na eni sami opredeljeni geografski lokaciji, kot je otok, država, narod, država ali drugo opredeljeno območje; organizmi, ki so avtohtoni v nekem kraju, zanj niso endemični, če jih najdemo tudi drugje. Cape sugarbird na primer najdemo izključno v jugozahodni Južni Afriki in je zato endemit za ta del sveta.
Endemično vrsto lahko imenujemo tudi endemizem ali v znanstveni literaturi endemit. Na primer Cytisus aeolicus je endemit italijanske flore. Adzharia renschi je nekoč veljala za kavkaški endemit, vendar so kasneje odkrili, da gre za neavtohtono vrsto iz Južne Amerike, ki pripada drugemu rodu.
Skrajno nasprotje endemične vrste je vrsta s kozmopolitsko razširjenostjo, ki ima globalno ali široko razširjenost.
Redek alternativni izraz za vrsto, ki je endemična, je precinctive, ki velja za vrste (in druge taksonomske ravni), ki so omejene na določeno geografsko območje. Drugi izrazi, ki se včasih, a redkeje uporabljajo kot sopomenke, vključujejo avtohtono, vendar ti izrazi ne odražajo statusa vrste, ki specifično pripada le določenemu kraju.

## Zgodovina koncepta
Beseda endemit izvira iz nove latinščine endēmicus, iz grščine ἔνδημος, éndēmos, »domači«. Endēmos je sestavljen iz en, ki pomeni "v" in dēmos, ki pomeni "ljudje". Beseda je prišla v slovenščino kot izposojena beseda iz francoščine endémique in zdi se, da je bila prvotno uporabljena v pomenu bolezni, ki se pojavljajo v stalni količini v državi, v nasprotju z epidemičnimi boleznimi, ki eksplodirajo v primerih. Besedo je leta 1872 v biologiji uporabil Charles Darwin za označevanje vrste, omejene na določeno lokacijo.
Nekateri entomologi uporabljajo bolj nenavaden izraz precinctive kot enakovredno izrazu endemit. Precinctive je leta 1900 skoval David Sharp, ko je opisoval havajske žuželke, saj mu je bilo neprijetno dejstvo, da se beseda endemit pogosto povezuje z boleznimi. Precinctive je v botaniki prvič uporabil Vaughan MacCaughey na Havajih leta 1917.

## Pregled
Endemizem na splošno izključuje primere, ki jih ljudje hranijo v botaničnih vrtovih ali živalskih parkih, kot tudi populacije, vnesene izven njihovih domačih območij. Juan J. Morrone navaja, da je vrsta lahko endemična za katero koli določeno geografsko regijo, ne glede na velikost, zato je puma endemična za Ameriko, vendar se endemizem običajno uporablja samo tam, kjer obstaja precejšnja omejitev na območju razširjenosti. Vse vrste niso endemiti, nekatere vrste so lahko kozmopolitske. Vsi endemiti niso nujno redki - nekateri so lahko pogosti tam, kjer se pojavijo. Vse redke vrste niso nujno endemite, nekatere imajo lahko velik razširjenost, vendar so redke v celotnem območju.
Endemizem povzročajo zgodovinski in ekološki dejavniki. Nadomestni dogodki, ki jih povzročajo premikajoče se celine, razpršitev in izumrtje, so nekateri možni zgodovinski dejavniki. Ekološki dejavniki lahko pojasnijo trenutne omejitve razširjenosti. Za endemične vrste je še posebej verjetno, da se bodo razvile na geografsko in biološko izoliranih območjih, kot so otoki in oddaljene otoške skupine, vključno s Havaji, Galapaški otoki in Sokotra, zaradi možnosti izolacije in s tem evolucije skozi alopatrično speciacijo. Darwinovi ščinkavci v galapaškem arhipelagu so primeri vrst, ki so endemične za otoke. Podobno imajo lahko izolirane gorske regije, kot je Etiopsko višavje, ali velika vodna telesa daleč od drugih jezer, kot je Bajkalsko jezero, prav tako visoke stopnje endemizma.
Stabilnost regionalnega podnebja in habitata skozi čas lahko prispeva tudi k visokim stopnjam endemizma (zlasti paleoendemizma), ki deluje kot zatočišče za vrste v času podnebnih sprememb, kot je ledena doba. Te spremembe so morda povzročile, da so vrste vedno znova omejile svoj obseg v ta zatočišča, kar je privedlo do regij s številnimi vrstami z majhnim dosegom. V mnogih primerih lahko biološki dejavniki, kot so nizke stopnje širjenja ali vračanja na drstitveno območje (filopatrija), povzročijo, da ima določena skupina organizmov visoko stopnjo speciacije in s tem številne endemične vrste, na primer, ciklidi v vzhodnoafriških razpočnih jezerih so se razširili v veliko bolj endemične vrste kot druge družine rib v istih jezerih, verjetno zaradi takih dejavnikov. Rastline, ki postanejo endemične na izoliranih otokih, so pogosto tiste, ki imajo visoko stopnjo širjenja in lahko dosežejo takšne otoke, ko jih raznašajo ptice. Medtem ko je manj verjetno, da bodo ptice endemične za neko regijo na podlagi njihove sposobnosti, da se razpršijo z letom, obstaja več kot 2500 vrst, ki veljajo za endemične, kar pomeni, da je vrsta omejena na območje, manjše od 5 milijonov hektarjev.
Tradicionalno se je verjelo, da mikroorganizmi ne tvorijo endemitov. Hipoteza "vse je povsod", ki jo je v nizozemščini prvi izrazil Lourens G.M. Baas Becking leta 1934 opisuje teorijo, da je porazdelitev organizmov, manjših od 2 mm, kozmopolitska, kjer se pojavljajo habitati, ki podpirajo njihovo rast.

### Prst
Serpentinska tla delujejo kot "edafski otoki" nizke rodovitnosti in ta tla vodijo do visokih stopenj endemizma. (Serpentinska prst je neobičajna vrsta prsti, ki jo proizvajajo preperele ultramafične kamnine, kot je peridotit, in njegovi metamorfni derivati, kot je serpentinit.) Te prsti najdemo na Balkanskem polotoku, v Turčiji, Alpah, Kubi, Novi Kaledoniji, severnoameriških Apalačih in razpršeno v Kaliforniji, Oregonu, Washingtonu in drugod. Mayer in Soltis sta na primer menila, da je široko razširjena podvrsta Streptanthus glandulosus subsp. glandulosus, ki raste na normalnih tleh, za paleoendemit, medtem ko so sorodne endemične oblike S. glandulosus, ki se pojavljajo na serpentinastih zaplatah prsti, neoendemi, ki so se nedavno razvili iz subsp. glandulosus.

### Otoki
Na izoliranih otokih se pogosto razvijejo številni endemiti. Številne vrste in druge višje taksonomske skupine obstajajo na zelo majhnih kopenskih ali vodnih otokih, kar omejuje njihovo razširjenost. Riba Cyprinodon diabolis, ima celotno domorodno populacijo omejeno na izvir, ki je velik 20 x 3 metre, v puščavi Mojave v Nevadi. Ta 'vodni otok' je povezan s podzemnim bazenom; vendar ostaja populacija, prisotna v bazenu, izolirana.
Obstajajo tudi druga območja, ki so zelo podobna Galapaškim otokom v Tihem oceanu in spodbujajo visoko stopnjo endemizma. Na arhipelagu Socotra v Jemnu v Indijskem oceanu, se je pojavila nova endemična vrsta parazitske pijavke Myxobdella socotrensis. Ta vrsta je omejena na sladkovodne izvire, kjer se lahko pritrdi na domorodne rake in se z njimi hrani.

### Gore
Na gore lahko gledamo kot na »nebeške otoke«: zatočišče endemitov, ker so vrste, ki živijo v hladnem podnebju gorskih vrhov, geografsko izolirane. Na primer, v departmaju Alpes-Maritimes v Franciji je Saxifraga florulenta endemična rastlina, ki se je morda razvila v poznem miocenu in je bila nekoč lahko razširjena po Sredozemskem bazenu.
V vulkanih so tudi številne endemične vrste. Rastlinsko življenje na vulkanih po navadi zapolni posebno ekološko nišo z zelo restriktivnim obsegom zaradi edinstvenih prisotnih okoljskih značilnosti. Vulkan Kula, ki je eden od štirinajstih vulkanov v Turčiji, je dom 13 endemičnih vrst rastlin.

## Zaščita
Endemiti bi lahko lažje postali ogroženi ali izumrli, ker so že omejeni v razširjenosti. Nekateri znanstveniki trdijo, da je prisotnost endemičnih vrst na območju dobra metoda za iskanje geografskih regij, ki se lahko štejejo za prednostne za ohranitev. Endemizem se tako lahko proučuje kot približek za merjenje biotske raznovrstnosti regije.
Koncept iskanja endemičnih vrst, ki se pojavljajo v isti regiji za označevanje »žarišč endemizma«, je prvič predlagal Paul Müller v knjigi iz leta 1973. Po njegovem mnenju je to mogoče le tam, kjer 1.) taksonomija zadevne vrste ni sporna; 2.) je natančno znana razširjenost vrste; in 3.) vrsta ima sorazmerno majhna območja razširjenosti.
V članku iz leta 2000 sta Myers et al. uporabil standard, da je več kot 0,5 % svetovnih rastlinskih vrst endemičnih v regiji, da bi označil 25 geografskih območij sveta kot »vroče točke biotske raznovrstnosti«.
Kot odgovor na zgoraj navedeno je Svetovni sklad za naravo razdelil svet na nekaj sto geografskih ekoregij. Te so bile zasnovane tako, da vključujejo čim več vrst, ki se pojavljajo le v eni ekoregiji, in te vrste so tako 'endemične' za te ekoregije. Ker ima veliko teh ekoregij visoko razširjenost endemitov, ki obstajajo v njih, so bili okoli njih ali znotraj njih oblikovani številni narodni parki za nadaljnje spodbujanje ohranjanja. Narodni park Caparaó je bil ustanovljen v Atlantskem gozdu, žariščni točki biotske raznovrstnosti v Braziliji, da bi pomagal zaščititi dragocene in ranljive vrste.
Drugi znanstveniki so trdili, da endemizem ni ustrezno merilo biotske raznovrstnosti, ker stopnje ogroženosti ali biotske raznovrstnosti dejansko niso povezane z območji visokega endemizma. Pri uporabi ptičjih vrst kot primera je bilo ugotovljeno, da je le 2,5 % vročih točk biotske raznovrstnosti v korelaciji z endemizmom in ogroženo naravo geografske regije. Podoben vzorec je bil že prej ugotovljen pri sesalcih, čebelah Lasioglossum, nočnih metuljih Plusiinae in metuljih lastovičjih repkov v Severni Ameriki: te različne skupine taksonov niso bile geografsko povezane med seboj glede endemizma in bogastva vrst. Zlasti uporaba sesalcev kot vodilnih vrst se je izkazala za slab sistem prepoznavanja in varovanja območij z visoko biotsko raznovrstnostjo nevretenčarjev. Kot odgovor na to so drugi znanstveniki znova branili koncept z uporabo ekoregij WWF in plazilcev, pri čemer so ugotovili, da se večina endemitov plazilcev pojavlja v ekoregijah WWF z visoko biotsko raznovrstnostjo.
Druga prizadevanja za ohranitev endemitov vključujejo zadrževanje populacij v ujetništvu in pol ujetništvu v živalskih parkih in botaničnih vrtovih. Te metode so metode ohranjanja ex situ. Uporaba takšnih metod morda ne samo nudi zatočišče in zaščito posameznikom iz upadajočega ali ranljivega prebivalstva, ampak lahko tudi biologom omogoči dragocene priložnosti, da jih tudi raziščejo.